# 音樂 (東京事變專輯)
《音樂》（音楽，ミュージック）是日本樂團東京事變的錄音室專輯，由環球音樂 (日本)環球音樂(日本)于2021年6月9日發行，為繼2020年4月發表《 新聞 (東京事變專輯) 》後，睽違一年兩個月所發行的新專輯，同時也是繼《 Great Discovery 》後睽違10年再度發行的錄音室專輯。

## 專輯概要
2012年時宣布解散的東京事變，2020年1月1日於官方網站與官方推特帳號上宣布樂團「重生」，並將恢復活動。此後，2021年4月23日宣布將於6月9日「搖滾日」發行《音樂》作為樂團恢復活動的首張正式專輯。同時公開專輯封面、東京事變的團員新寫真，以及專輯特設網站 。5月13日於YouTube 上發布3月底先發行的單曲「綠酒」MV [2]，並於６月３日專輯即將正式發行之際，公開本作的發行預告片「MUSIC」。

## 製作
專輯本身是在宣布樂團再次重生之前的 2018 年即開始製作，最先完成的是《綠酒》和《赤之同盟》。之後陸續製作及他收錄曲，並於2020年1月1日正式宣布樂團恢復活動。
（根據YouTube特别節目內容）截至 2020 年，這張專輯便已處於隨時可以發行的狀態，在團員們各自完成各自的製作工作後，椎名林檎自2021年1月至次年3月間，為專輯中首次錄製的歌曲進行作詞與完成錄製工作。椎名林檎在接受採訪時說：「就像蓋房子一樣，在建築的外牆裡混入當地的沙子。在寫歌階段就混入當地的沙子一直是我的方式，這一點從來沒有改變過。」並提到：「這一次，可能為了減少沙子中混入的危險物質，所以等待了比較久。」 

## 音樂風格
本專輯作品涵蓋各種音樂類型，例如嘻哈、放克、靈魂樂 和搖滾  。此外，關於專輯的前半部分作品 似乎呈現出較多的放克音樂色彩，受訪時，椎名林檎回應：「若論作品的和弦編寫和旋律創作，可能更偏向于爵士樂而非放克。」 

## 發行與宣傳
此專輯共發行「通常盤」和「初回限定盤」兩種版本。初回限定盤為特製硬盒包裝，附有記錄成員製作現場的40頁寫真《Working》，並應粉絲要求附上了原先僅數位發行、共收錄3首歌曲的加大單曲《赤之同盟》的CD。
專輯發行前後，東京事變於各媒體皆有出演宣傳。
- 5月14日於朝日電視台節目Music Station 中，首度播出專輯中先發行的單曲《綠酒》[15] 。
- 6月4日於YouTube進行「東京事變的花金之夜『基地 Now』」特別直播，椎名林檎、龜田誠治、刃田綴色、浮雲 (吉他手)、伊澤一葉齊聚一堂，分享了五人對於期待已久的新作相關的想法。[16]
- 6月8日，也就是專輯發行前一天，椎名林檎接受了東京電視網《 WBS 》的採訪[17] 。
- 6月10日於NHK綜合頻道播出東京事變的特別節目「NHK MUSIC SPECIAL東京事變～人類與快樂～」，並於節目中全曲演出《永遠的不在場證明》、《丸內虐待狂》，以及本專輯所收錄的《漸黑的白》、《綠酒》等四首歌曲[18]。
- 6月11日起，開始了連續４週的YouTube特別節目企劃「東京事變花金之夜」 [19][註 1] 。

- 6月13日，朝日电视台「關JAM 完全燃SHOW 」播出了東京事變特輯。 King Gnu的常田大希和勢喜遊為出演嘉賓[20] 。
- 6月18日，再次現身音樂台，演唱專輯中的收錄曲《銀河男》[21] 。
- 6月19日，Space Shower TV播出特别節目「VIP - 東京事變 - 『スペシャのヨルジュウ♪』SPECIAL」，並於節目中，椎名林檎、伊澤一葉和浮雲 (吉他手)與ハマ・オカモト（OKAMOTO'S ）和R-指定 （Creepy Nuts [22]）共同討論講述了新專輯相關的細節。
- 7月14日出演富士電視網音樂特別節目《2021 FNS歌謠祭 夏》 [23] ，
- 7月17日出演TBS音樂特別節目《 音樂之日 2021》 [24] 。

## 榜單成績
發行第一週於Billboard Japan的 專輯銷售量中（ 43,599張）排名第二，在下載專輯榜中（4,363DL）排名第一 ，在熱門專輯榜(Hot Albums)中排名第二位。
此外，發行第一週在Oricon的「專輯週間排行榜」成績為週間2位，專輯銷量42,904張。

## 專輯曲目
| DISK 1   | DISK 1                                 | DISK 1         | DISK 1       | DISK 1 |
| 曲序     | 曲目                                   | 作曲           | 备注         | 时长   |
| -------- | -------------------------------------- | -------------- | ------------ | ------ |
| 1.       | 孔雀 「孔雀」 (Peacock)                | 浮雲、椎名林檎 |              | 1:59   |
| 2.       | 試毒 「毒味」 (Foretaste)              | 龜田誠治       |              | 4:03   |
| 3.       | 閃電 「紫電」 (Lightning)              | 伊澤一葉       |              | 3:38   |
| 4.       | 生命的帷幔 「命の帳」 (Veil Of Life)   | 伊澤一葉       |              | 3:38   |
| 5.       | 黃金比例 「黄金比」 (The Golden Ratio) | 浮雲           |              | 4:17   |
| 6.       | 藍色時期 「青のＩＤ」 (Blue Period)    | 椎名林檎       |              | 3:44   |
| 7.       | 漸黑的白 「闇なる白」 (Whiteout)       | 伊澤一葉       |              | 3:03   |
| 8.       | 赤之同盟 「赤の同盟」                  | 伊澤一葉       |              | 4:09   |
| 9.       | 銀河男 「銀河民」 (The Galactic Man)   | 浮雲、伊澤一葉 |              | 4:08   |
| 10.      | 野獸觀點 「獣の理」 (View of Life)     | 龜田誠治       |              | 2:56   |
| 11.      | 綠酒 「緑酒」                          | 伊澤一葉       |              | 4:06   |
| 12.      | 藥漬 「薬漬」 (Overdose)               | 伊澤一葉       |              | 3:08   |
| 13.      | 叼根菸 「一服」 (Breather)             | 椎名林檎       | 椎名林檎編曲 | 2:14   |
| 总时长： | 总时长：                               | 总时长：       | 总时长：     | 45:10  |

| DISK 2 （初回限定盤『赤之同盟』單曲碟） | DISK 2 （初回限定盤『赤之同盟』單曲碟）   | DISK 2 （初回限定盤『赤之同盟』單曲碟） | DISK 2 （初回限定盤『赤之同盟』單曲碟） |
| 曲序                                    | 曲目                                      | 作曲                                    | 时长                                    |
| --------------------------------------- | ----------------------------------------- | --------------------------------------- | --------------------------------------- |
| 1.                                      | 赤之同盟 「赤の同盟」                     | 浮雲、椎名林檎                          | 4:09                                    |
| 2.                                      | 名符其實 「名実共に」 (Sweetie Reasons)   | 龜田誠治                                | 3:20                                    |
| 3.                                      | 王位的陷阱 「玉座の罠」 (The Lost Throne) | 伊澤一葉                                | 3:09                                    |
| 总时长：                                | 总时长：                                  | 总时长：                                | 10:32                                   |

## 跨界合作內容
| 年度 | 歌曲       | 跨界合作內容                                                                |
| ---- | ---------- | --------------------------------------------------------------------------- |
| 2020 | 赤之同盟   | NTV周三剧《我們的愛情不正常》主题曲                                         |
| 2020 | 藍色時期   | 电影《樱花》主题曲                                                          |
| 2020 | 生命的帷幔 | 东京电视台 Parabi連續劇《 38歲離婚一次的獨身女嘗試相親App的成果日記》主题曲 |
| 2021 | 漸黑的白   | NHK綜合頻道電視劇10 “Dream Team”主题曲                                      |
| 2021 | 綠酒       | 東京電視台「WBS」结尾主题                                                   |
| 2021 | 野獸觀點   | D CIDE TRAUMEREI 遊戲主题曲 /TV 卡通片頭曲                                  |

## 腳註